# 歳費
歳費（さいひ）とは、議員に対して支払われる給費。

## 歴史
中世の身分制議会ないし等族議会の下では議員は選出母体の代理人であるとされ、議員活動の費用はその選出母体から支払われる慣行となっていた。近代に入って議員の立場が身分代表から国民代表へと変化して一種の名誉職とされるようになると、議員の活動に要する費用は自ら支払うべきものとして無報酬とする無償主義がとられることとなった。しかし、議員職の専門化・職業化が進むに伴って他の職業に従事しながら議員活動を行い生活を維持することが難しくなり、議員職が副業であることは議会への出席率の低下を招いたこと、また、議員が特定の経済的支援者あるいは党派の領袖の支配下に置かれるといった弊害も生じることが問題となり、さらに普通選挙制の導入においても旧来の無償主義の下では自ら財力を持たない者の議会への進出を妨げることとなり広範な国民が議員職に就くことや有為な人材を得ることが困難となるといった点から反省を受けることとなるに至った。日本国憲法第49条の「国庫から」という文言はこのような歴史的沿革に由来するものであるとされる。
世界的にみると議員歳費についてはイギリス下院で1911年の国会法により定められたのが最初であるとされる（チャーティスト運動も参照）。

## 議員報酬引き上げの効果
経済学者のスティーヴン・ランズバーグは議員報酬の引き上げについて、
1. 所得の再分配によって、納税者の負担で議員が豊かになる
2. 将来の議員の質が向上する

という2つの効果があるとしている。ただし、ランズバーグは議員の質の向上については「質の高い議員は別の職業から転職してくることを考慮せねばならない。優れた議員を生むことに伴う真のコストは議員報酬ではなく、その優秀さを他の分野で発揮する機会が失われることである。このコストが利益に見合うかは一概には言い切れない」と指摘している。

## 日本における歳費
日本国憲法第49条は「両議院の議員は、法律の定めるところにより、国庫から相当額の歳費を受ける」と定める。その内容は国会法や国会議員の歳費、旅費及び手当等に関する法律（略称、歳費法）、さらに国会議員の歳費、旅費及び手当等に関する法律第13条に基づき両議院の議長が協議して定める「国会議員の歳費、旅費及び手当等支給規程」によって具体化されている。それ以外の公職につく者の給与は単に「給与」と呼ばれ区別される。なお、地方議員に支払われる給与は議員報酬と呼ばれる。
国会議員の歳費の法的性質については費用弁償説（歳費には生活の保障という意味はなく職務遂行上必要となる出費について弁償したもので、ただ職務の性質上出費に応じた弁償が困難であることから画一的に相当額としている）と報酬説（歳費は国会議員の職務に対する報酬であるとする）の2つの説の対立がある。現行の法制度は歳費については報酬説に立っているのではないかとみる見解がある一方で、国会法などでは民業との兼業を禁止していないことや民事執行法第152条第1項第2号（差押禁止債権）との関係においても歳費については実際に差押えがなされていることから費用弁償説をとる学説もある。
日本国憲法は裁判官については「報酬」としているのに対して（日本国憲法第79条、日本国憲法第80条）、国会議員については「報酬」や「俸給」ではなく「歳費」という表現を用いているが（日本国憲法第49条）、これは旧議院法の用例を踏襲したものであると解されている。
日本では大日本帝国憲法下では議員の歳費については議院法第19条において規定されていた。議院法第19条第1項は、各議院の議長の歳費は7500円、副議長のそれは4500円、貴族院の被選および勅任議員および衆議院の議員のそれは3000円と規定されていた（大正9年法律第8号による法改正から同法廃止までの金額）。貴族院議員のうち皇族の成年男子及び年齢30歳以上の公侯爵については歳費受給権は無かった。召集に応じない者や官吏である者については歳費受給権は否定されていた（議院法第19条第1項但書・第3項）。このほか歳費については辞することも認められていた（議院法第19条第2項）。

### 内容

#### 歳費月額
日本国憲法第49条は歳費の基準について「相当額」としている。国会議員は法律によって自ら歳費について決しうる立場にある。したがって、歳費の決定においては、お手盛りとの批判を受けることがないように特に留意すべきとされている。
国会法は「議員は一般職の国家公務員の最高の給与額（地域手当等の手当を除く）より少なくない歳費を受ける」と規定されている（国会法第35条）。
各議院の議長は217万円を、副議長は158万4000円を、議員は129万4000円を、それぞれ歳費月額として受ける（国会議員の歳費、旅費及び手当等に関する法律第1条、平成23年10月現在）。
厳しい財政状況及び東日本大震災に対処する必要性に鑑み、一層の歳出の削減が不可欠であることから、国会議員の歳費及び期末手当の臨時特例に関する法律により、2012年5月1日から消費税増税の1カ月後の2014年4月30日まで2割削減（手当等はそのまま）されていたが、約束した衆議院の定数削減 なども行われないまま元に戻った。
2019年参院定数を6増やした代わりに参院議員が3年間に限り歳費を自主返納できるようにする法案が参院を通過した。目安は一人当たり月77000円。

#### その他の財産的給付
国会議員は歳費のほか国会法や国会議員の歳費、旅費及び手当等に関する法律による給付を受ける。
国会議員には一般の公務員などと同様に期末手当（約635万円）が支払われる。これらとは別に調査研究広報滞在費が毎月100万円のほか、国会議員の歳費、旅費及び手当等に関する法律により定められた手当てが支給される。
- 退職金（国会法第36条）
- 調査研究広報滞在費（国会法第38条、歳費法第9条）。
- JR特殊乗車券、国内定期航空運送事業に係る航空券の交付（歳費法第10条、第11条）
- 審査・調査のための派遣旅費日当（国会法第106条）
- 旅費（歳費法第8条）
- 議会雑費（歳費法第8条の2）
- 期末手当（歳費法第11条の2以下）
- 人事官弾劾の追訴にかかる実費の支給（歳費法第11条の5）
- 弔慰金・特別弔慰金の支給（歳費法第12条、第12条の2）
- 公務上の災害に対する補償（歳費法第12条の3）
- 立法事務費（国会における各会派に対する立法事務費の交付に関する法律）

なお、廃止が決定された給付には次のようなものがある。
- 国会議員互助年金（国会議員互助年金法）
- 永年在職表彰議員特別交通費（旧・歳費法第10条）
- 憲政功労年金（憲政功労年金法）

#### 歳費・手当の問題点

##### 日割り計算
2009年8月30日の第45回衆議院議員総選挙で当選した議員に、同月30日と31日のわずか2日間の在任期間に対して、8月分の歳費・文書通信費として計230万1000円満額が翌月16日に支払われた。日給換算で約115万円、全議員で約11億円という巨額な支出であり、「社会常識を逸脱している」「無駄遣いだ」と批判されているが、公職選挙法では、国庫への返納を寄付行為とみなされ禁止されているため、受け取り拒否はできない。なお、国会議員の歳費、旅費及び手当等に関する法律には、日割り計算などの制度が作られておらず、さらに文書通信交通滞在費についても、電話代や交通費など政治活動に使う目的で支給されるが、使途報告が義務付けられていないため、以前から問題として指摘されていた。2000年6月の第43回衆議院議員総選挙でも、解散が同月2日に行われたため、同様にわずか2日間の在任期間に対して、499人に1カ月分満額が支給され問題となったが、改められなかった。しかし、2010年7月の第22回参議院議員通常選挙の後にこの件が再び問題として浮上したため、国会議員の歳費の支給方法を日割り計算を行い任期前の25日分について自主返納出来るようにする国会議員歳費法改正案が可決、成立した。

##### 世界最高水準となる高額な報酬
歳費は、各都道府県で平均所得が異なる一般公務員や民間企業とは異なり支給額が一律であり、アメリカの議員で年額約1700万円（これとは別に秘書の雇用手当などがあり、下院は議員代表職務手当として議員1人当たり平均約1,382,329ドルが、上院は秘書・事務所費用として議員1人当たり平均約3,738,775 ドルが支給される）、イギリス下院は約970万円（などの諸外国に対して、日本の国会議員は年額約2200万円（手当てを含めた総額は約4200万円）と世界最高水準 と優遇されていることから議員特権であるとして批判されることがある。なお、茂木敏充は、2021年の新型コロナ経済対策給付金決定に際して、「960万円以上はかなり高所得の世帯となる」と述べている。